# خان‌بندی
خان‌بندی (ازبکی: Хонбанди) یک سد و مخزن تاریخی در شهرستان فاریش، ولایت جیزک در کشور ازبکستان است. قدمت این سد به سده ۱۰ میلادی می‌رسد و مسیر رودخانه‌های اسمنسوی و ایلونچیسوی که از کوه‌های ناراتوئو سرچشمه می‌گیرند را برای اهداف آبیاری مسدود می‌کند.
در ۱ ژوئن ۱۹۹۶ این سد به فهرست آزمایشی میراث جهانی ازبکستان در دسته آثار تاریخی-فرهنگی افزوده شد.